# ترخان سلطان
والدة سلطان أو السلطانة الام ترخان (بالعثمانية: ترخان سلطان، واسم الولادة: ناديا، ولدت في 1627 بروسيا وتوفيت في 1683) وهي زوجة السلطان العثماني إبراهيم الأول، ووالدة السلطان محمد الرابع، وحصلت على لقب السلطانة الأم.

## نيابة السلطنة
لم يكن عمر السلطان محمد الرابع يمكنه من مباشرة سلطاته حتى بعد وفاة جدته، فتولت أمه ترخان خديجة سلطان نيابة السلطنة، وكانت صغيرة السن، في الرابعة والعشرين من عمرها حين تولت نيابة السلطنة، وتتمتع بذكاء شديد، وحرص على مصالح الدولة العليا؛ فاهتمت بالبحث عن الصدر الأعظم رئيس الوزراء الذي يمكن أن تعتمد الدولة عليه؛ لكنها لم تجد بغيتها؛ فقد تعاقب على تولي هذا المنصب كثيرون من كبار رجال الدولة، عجزوا جميعًا عن الخروج بدولتهم من محنتها، حتى رشح لها مستشاروها الوزير «محمد باشا الشهير بكوبريللي»، وكان سياسيًا ماهرًا، ورجل دولة يعتز بنفسه؛ فاشترط لقَبول هذا المنصب أن تُعطَى له الصلاحيات الكاملة لمباشرة منصبه، دون تدخل من أحد؛ فقبلت نائبة السلطنة، ولم يسبق في النظام العثماني أن يضع الوزير شروطًا لقَبول الصدارة العظمى، وباشر «كوبريللي» عمله في (1067هـ = 15 من سبتمبر 1656م)، وأعلن أن السلطان قد بلغ سن الرشد؛ فانتهت بذلك فترة نيابة أمه التي استمرت ثماني سنوات.

## أبناؤها
1. السلطان محمد الرابع (1642 - 1693).
2. شاهزادة احمد (توفي بعد عام من ولادته ولم يحدد تاريخ ولادته).
3. بيهان سلطان (1645 - 1701).